# Història de la malària

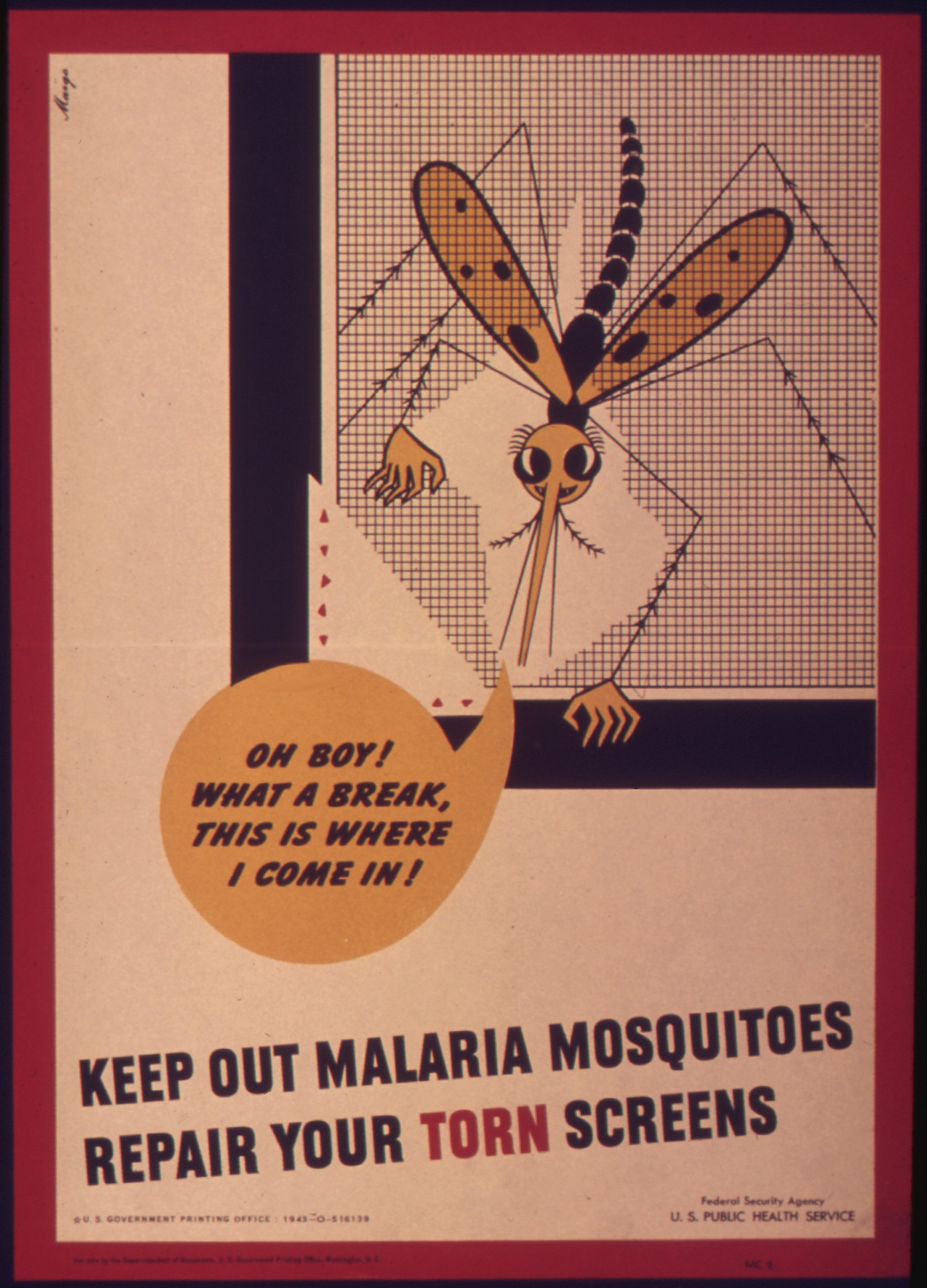
Cartell de la Segona Guerra Mundial: "Mantingui fora els mosquits de la malària. Repari les seves mosquiteres trencades". Servei de Salut Pública dels Estats Units, 1941-45

La història de la malària s'estén des del seu origen prehistòric com a malaltia zoonòtica en els primats d'Àfrica fins al segle XXI. Com a malaltia infecciosa humana generalitzada i potencialment letal, en el seu apogeu la malària ha infestat tots els continents, a excepció de l'Antàrtida. Diversos científics i revistes científiques, incloent Nature i National Geographic, han teoritzat que la malària pot haver mort al voltant o per sobre de la meitat de tots els éssers humans que han viscut. La seva prevenció i tractament han estat l'objectiu de la ciència i la medicina durant centenars d'anys. Des del descobriment dels paràsits que la causen, l'atenció de la investigació s'ha centrat en la seva biologia, així com la dels mosquits que transmeten els paràsits.
Els factors més crítics en la propagació o l'erradicació de la malaltia han estat el comportament humà (centres de població canviants, el canvi dels mètodes de cultiu i similars) i els nivells de vida. No hi ha estadístiques precises a causa que molts dels casos ocorren en les zones rurals, on la gent no té accés als hospitals o a la salut. Com a conseqüència, la majoria dels casos no estan documentats. La pobresa ha estat i segueix estant associada amb la malaltia.
Les referències a les seves febres úniques, periòdiques es troben en tota la història registrada i comencen el 2700 aC a la Xina.
Durant milers d'anys, s'han utilitzat remeis herbals tradicionals per tractar la malària. El primer tractament eficaç per a la malària prové de l'escorça de l'arbre de la quina, que conté quinina. Després que es va identificar l'enllaç als mosquits i els seus paràsits a principis del segle xx, es van iniciar les mesures de control de mosquits, com ara l'ús generalitzat del DDT, el drenatge dels pantans, el revestiment o greixatge de la superfície de les fonts d'aigua obertes, la fumigació d'interiors i l'ús de mosquiteres insecticides tractades. La quinina profilàctica va ser prescrita en zones endèmiques de malària, i es van utilitzar noves drogues terapèutiques, incloent la cloroquina i les artemisines, per resistir el flagell.
Els investigadors de la malària han guanyat múltiples premis Nobel pels seus èxits, tot i que la malaltia segueix afectant uns 200 milions de pacients cada any, i mata a més de 600.000.
La malària era el perill per a la salut més important trobat per les tropes nord-americanes al Pacífic Sud durant la Segona Guerra Mundial, on es van infectar uns 500.000 homes. Segons Joseph Patrick Byrne, "Seixanta mil soldats nord-americans van morir de malària durant les campanyes d'Àfrica i Sud del Pacífic."
Cap a finals del segle xx, la malària romania endèmica en més de 100 països en les zones tropicals i subtropicals, incloent grans àrees de Centre i Sud Amèrica, L'Espanyola (Haití i República Dominicana), Àfrica, Orient Mitjà, el subcontinent indi, el sud-est d'Àsia i Oceania. La resistència del Plasmodi als medicaments contra la malària, així com la resistència dels mosquits als insecticides i el descobriment d'espècies zoonòtiques del paràsit han complicat les mesures de control.

## Origen i període prehistòric

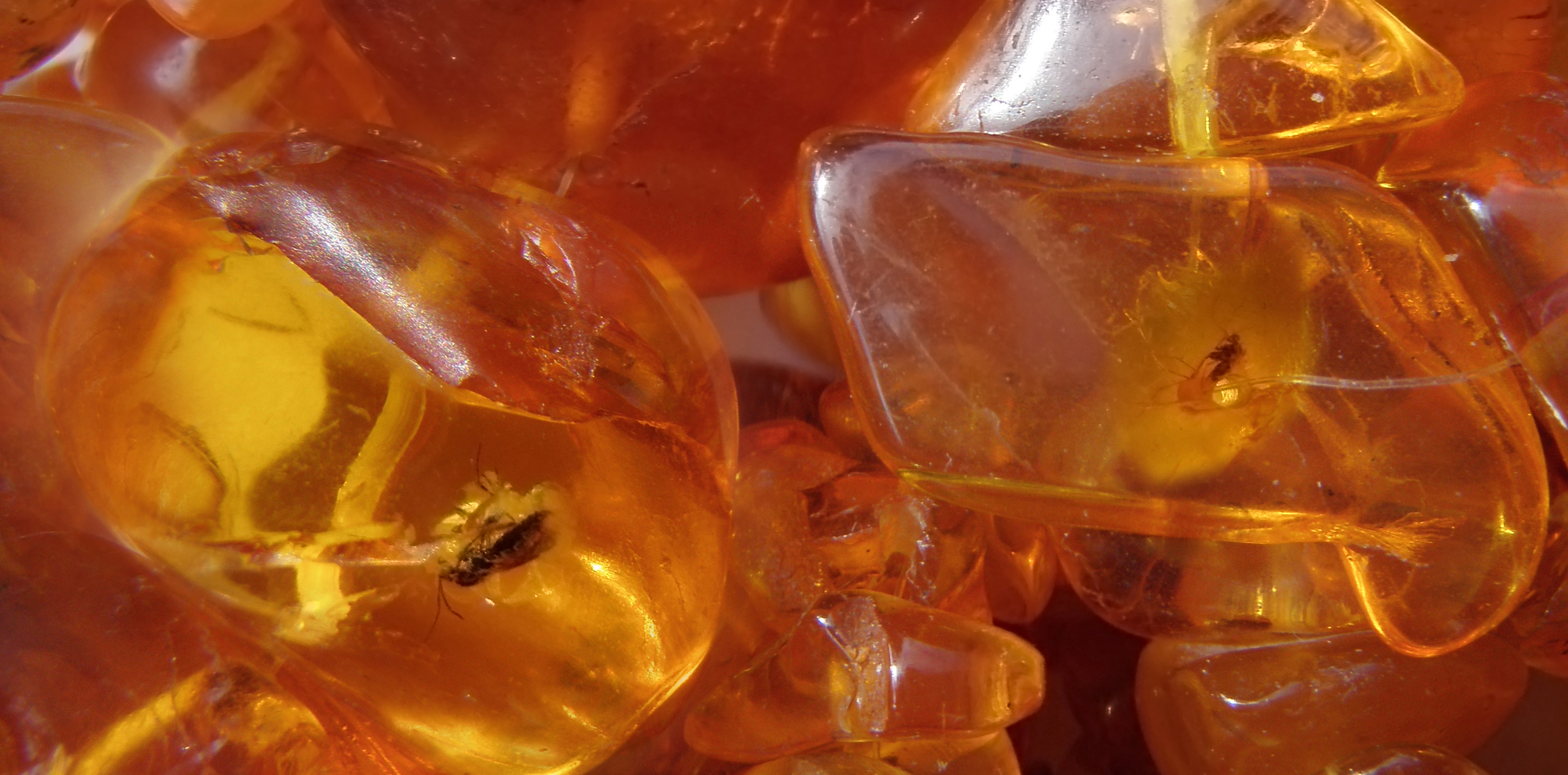
El mosquit i la mosca en aquest collaret d'ambre del Bàltic tenen entre 40 i 60 milions d'anys d'antiguitat.

La primera evidència de paràsits de la malària es troba en mosquits conservats en ambre del període Paleogen que tenen aproximadament 30 milions d'anys. La malària humana probablement es va originar a l'Àfrica i coevolucionà amb els seus amfitrions, els mosquits i primats no humans. Els protozous de la malària es van diversificar en els primats, rosegadors, aus, rèptils i llinatges d'acollida. Els humans poden haver agafat el Plasmodium falciparum per primer cop via els goril·les. P. vivax, una altra de les sis espècies Plasmodium de malària que infecten els humans, també es va originar probablement als goril·les i ximpanzés africans. Una altra espècie de malària que s'ha descobert recentment que es pot transmetre als humans, P. knowlesi, es va originar als macacos asiàtics. Mentre que P. malariae és sobretot específic dels humans, hi ha evidències no concloents que la infecció no simptomàtica de baix nivell es manté entre els ximpanzés salvatges.
Fa uns 10.000 anys, la malària va començar a tenir un gran impacte en la supervivència humana, coincidint amb l'inici de l'agricultura en la revolució Neolítica. Les conseqüències inclouen la selecció natural de la malaltia de cèl·lules falciformes, talassèmies, deficiència de glucosa-6-fosfat-deshidrogenasa, l'ovalocitosi del Sud-est asiàtic, el·liptocitosis i pèrdua de l'antigen Gerbich (glicoforina C) i de l'antigen Duffy en els eritròcits, a causa que aquests trastorns de la sang confereixen un avantatge selectiu en contra de la infecció de la malària (Selecció d'equilibri). Els tres tipus principals de resistència genètica a la malària heretada (malaltia de cèl·lules falciformes, talassèmies, i deficiència de glucosa-6-fosfat-deshidrogenasa) ja eren presents al món mediterrani a l'època de l'Imperi Romà, fa uns 2000anys.
Mètodes moleculars han confirmat la prevalença alta de malària de P. falciparum en l'antic Egipte. L'historiador grec Heròdot va escriure que els constructors de les piràmides egípcies (entre 2700 i 1700 aC) rebien grans quantitats d'all, probablement per protegir-se de la malària. El faraó Sneferu, fundador de la quarta dinastia, que va regnar entre 2613 i 2589 aC, utilitzava mosquiteres com a protecció contra els mosquits. Cleopatra VII, l'últim faraó de l'antic Egipte, també dormia amb mosquitera. La presència de la malària a Egipte a partir dels voltants de l'any 800 aC s'ha confirmat amb mètodes basats en DNA.